# یاماچ‌لی (شاوشات)
یاماچ‌لی (به ترکی استانبولی: Yamaçlı) یک منطقهٔ مسکونی در ترکیه است که در شاوشات واقع شده‌است. یاماچ‌لی ۷۴ نفر جمعیت دارد.